# Sătuc, Cahul
Sătuc este un sat în cadrul comunei Pelinei, raionul Cahul, Republica Moldova.
Structură etnică
     moldoveni (94,59%)
     ucraineni (0,9%)
     ruși (0%)
     găgăuzi (2,7%)
     bulgari (0,9%)
     români (0%)
     evrei (0%)
     polonezi (0%)
     țigani (0%)
     alte etnii / nedeclarată (0,91%)
Conform datelor recensământului din 2004, populația localității este de 111 locuitori, dintre care 55 (49,55%) bărbați și 56 (50,45%) femei. Structura etnică a populației în cadrul localității arată astfel:
- moldoveni — 105;
- ucraineni — 1;
- găgăuzi — 3;
- bulgari — 1;
- altele / nedeclarată — 1.